# Steinklamm (Gemeinde Rabenstein)
Steinklamm ist eine Ortschaft in der Gemeinde Rabenstein an der Pielach in Niederösterreich. Die Ortschaft hat 185 Einwohner (Stand 1. Jänner 2024).

## Geschichte
Die Ortslage Steinklamm bestand früher nur aus ein paar Einzelgehöften, jedoch wurde die verkehrstechnisch günstig gelegene Niederung der Pielach bald industriell genutzt. Ab 1841 wurden Essig und Branntwein erzeugt und später errichtete Harlander Coats eine Baumwollspinnerei und eine Zwirnfabrik.
Im Zuge der Revolution von 1848/1849 im Kaisertum Österreich kam die Ortslage von der Herrschaft Kirchberg an der Pielach zur Gemeinde Rabenstein an der Pielach.
Zwischen 1908 und 1914 produzierten hier die Steinklammer Gummiwerke, allerdings beendete die Firma aufgrund ihrer britischen Eigentümerschaft mit dem Ausbruch des Ersten Weltkrieges die Betriebstätigkeit. Der Ort war seit 1898 durch eine Station der Mariazellerbahn, einer Schmalspurbahn, verkehrsmäßig erschlossen.
Ebenso wurde 1914 das Internierungslager Steinklamm errichtet, das anfangs vorwiegend mit Flüchtlingen aus Galizien belegt war, wo später Italiener interniert waren und das nach dem Kriegsende zu einem Waisenhaus umfunktioniert wurde.
Laut Adressbuch von Österreich waren im Jahr 1938 in Steinklamm ein Gastwirt, ein Landesproduktehändler, eine Molkereigenossenschaft, ein Tischler und mehrere Landwirte ansässig.
Heute werden große Teile des ehemaligen Lagers wieder landwirtschaftlich genutzt, während sich am Rand eine kleine Wohnsiedlung etablieren konnte.